# ماركوس ريفاديرو
ماركوس ريفاديرو (بالإسبانية: Marcos Rivadero)‏ (9 أكتوبر 1992 بقرطبة في الأرجنتين - ) هو لاعب كرة قدم أرجنتيني في مركز الوسط.

## روابط خارجية
- ماركوس ريفاديرو على موقع قاعدة بيانات كرة القدم.إي يو (الإنجليزية)
- ماركوس ريفاديرو على موقع Soccerway.com (الإنجليزية)